# Triatlón en los Juegos Suramericanos de Playa de 2014
El triatlón en los Juegos Suramericanos de Playa de La Guaira 2014 estuvo compuesto con tres torneo que se disputó el 15 de mayo de 2014.

## Medallero
| Núm.  | País      | Oro | Plata | Bronce | Total |
| ----- | --------- | --- | ----- | ------ | ----- |
| 1     | Venezuela | 2   | 0     | 1      | 3     |
| 2     | Ecuador   | 1   | 2     | 0      | 3     |
| 3     | Colombia  | 0   | 1     | 2      | 3     |
| Total | Total     | 3   | 3     | 3      | 9     |

## Resultados

### Eventos masculinos
| Evento              | Oro                                                      | Plata                                              | Bronce                                      |
| ------------------- | -------------------------------------------------------- | -------------------------------------------------- | ------------------------------------------- |
| Relevo (15 de mayo) | Venezuela · Amaya Paez Jose David · Lopez Miguel · 35.47 | Ecuador · Andres Cabascango · Juan Andrade · 36.55 | Colombia · Andrés Díaz · Brian Moya · 37.19 |

### Eventos femeninos
| Evento              | Oro                                             | Plata                                         | Bronce                                                           |
| ------------------- | ----------------------------------------------- | --------------------------------------------- | ---------------------------------------------------------------- |
| Relevo (15 de mayo) | Ecuador · Elizabeth Bravo · Maria Farez · 42.08 | Colombia · Maira Vargas · Andrés Díaz · 42.17 | Venezuela · Brea Abreu Joselyn Daniely · Rodríguez Fiama · 42.31 |

### Evento mixtos
| Evento                    | Oro | Plata                                                                                | Bronce                                                                        |
| ------------------------- | --- | ------------------------------------------------------------------------------------ | ----------------------------------------------------------------------------- |
| Equipo Mixto (15 de mayo) | Venezuela · Amaya Paez Jose David · Brea Abreu Joselyn Daniely · Lopez Miguel · Rodríguez Fiama · 1:20.54 | Ecuador · Elizabeth Bravo · Andres Cabascango · Maria Farez · Juan Andrade · 1:21.37 | Colombia · Maira Vargas · Andrés Díaz · Diana Castillo · Brian Moya · 1:22.08 |